# Cary Tennis Classic 2025
Il Cary Tennis Classic 2025 è stato un torneo di tennis professionistico maschile e femminile. È stata la 13ª edizione del torneo maschile, facente parte della categoria Challenger 75 nell'ambito dell'ATP Challenger Tour 2025, con un montepremi di 100 000 $. È stata la 2ª edizione del torneo per le donne, facente parte della categoria W100 nell'ambito dell'ITF Women's World Tennis Tour 2025, con un montepremi di 100 000 $. Entrambi i tornei si sono giocati dal 30 giugno al 6 luglio 2025 sui campi in cemento del Cary Tennis Park di Cary, negli Stati Uniti.

## Partecipanti singolare maschile

### Teste di serie
| Nazionalità | Giocatore          | Ranking* | Testa di serie |
| ----------- | ------------------ | -------- | -------------- |
| Australia   | Tristan Schoolkate | 102      | 1              |
| Canada      | Liam Draxl         | 150      | 2              |
| Australia   | Omar Jasika        | 205      | 3              |
| Canada      | Alexis Galarneau   | 210      | 4              |
|             | Aslan Karacev      | 216      | 5              |
| Giappone    | Rio Noguchi        | 222      | 6              |
| Colombia    | Nicolás Mejía      | 243      | 7              |
| Stati Uniti | Patrick Kypson     | 246      | 8              |
| Australia   | Bernard Tomić      | 248      | 9              |

* Ranking al 23 giugno 2025.

### Altri partecipanti
I seguenti giocatori hanno ricevuto una wild card per il tabellone principale:
- Stefan Dostanic
- William Manning
- Ian Mayew

Il seguente giocatore è entrato in tabellone con il ranking protetto:
- Philip Sekulic

I seguenti giocatori sono entrati in tabellone nell'ambito dello Junior Accelerator Programme:
- Kaylan Bigun
- Roh Ho-young

I seguenti giocatori sono entrati in tabellone come alternate:
- Andre Ilagan
- Masamichi Imamura
- Andres Martin

I seguenti giocatori sono passati dalle qualificazioni:
- Daniil Glinka
- Michael Zheng
- Joshua Sheehy
- Strong Kirchheimer
- Alex Rybakov
- Hiroki Moriya

## Campioni

### Singolare maschile
Rei Sakamoto ha sconfitto in finale  Liam Draxl con il punteggio di 6–1, 6–4.

### Singolare femminile
Darja Viďmanová ha sconfitto in finale  Monika Ekstrand con il punteggio di 6-3, 6-1.

### Doppio maschile
Finn Reynolds /  James Watt hanno sconfitto in finale  Patrick Harper /  Trey Hilderbrand con il punteggio di 6–3, 6(2)–7, [10–5].

### Doppio femminile
Ayana Akli /  Abigail Rencheli hanno sconfitto in finale  Gabriella Broadfoot /  Maddy Zampardo con il punteggio di 6–3, 6–2.